# Scatophagidae
Famille
Les Scatophagidae sont une famille de poissons de l'ordre des Perciformes.

## Liste des genres
Selon World Register of Marine Species (11 novembre 2016) :
- Scatophagus Cuvier, 1831
- Selenotoca Myers, 1936